# MAPCIS-kráter
A MAPCIS (Massive Australian Precambrian/Cambrian Impact Structure – Ausztráliai prekambrium–kambriumi becsapódásos szerkezet) egy közvetett bizonyítékok alapján feltételezett kisbolygóbecsapódás, a mai Ausztrália Északi területén. Amennyiben valóban megtörtént, ereje mai napig tartó változásokat idézett elő Ausztrália geológiájában, egyes feltételezések szerint a Föld teljes élővilágában.

## A becsapódás
A valószínűleg 30–50 kilométer átmérőjű kisbolygó 40 km/s sebességgel csapódott az akkor vízzel borított területre. Az akkori északkeleti irányból, alacsony szögben érkezett.  40–45 km mélységig átütötte a Föld felszínét, egy kilométer magas szökőárat hozott létre. A becsapódás mintegy 545 millió évvel ezelőtt történt, a prekambrium és kambrium határa táján. Középpontjának az Uluru (Ayers rock) hegytől néhány kilométerre lévő Yulara település környékét vélik. A feltételezés szerint magát az Ulurut is a becsapódást követő szökőár hozta létre. Egyes elgondolások szerint a katasztrófát követő szén-dioxidszint növekedés hozzájárult a kambriumi robbanásnak nevezett jelenséghez, az élővilág igen gyors ütemű gyarapodásához.

## Felfedezése
David Conelly amerikai geológus a Google Earth 2007. novemberi fotóinak tanulmányozásakor vette észre. hogy Ausztrália központi területe körül egy 1300 mérföld átmérőjű gyűrű húzódik. A következő két év során Ausztrália geológiáját tanulmányozta hagyományos térképeken és online módszerekkel. A végső következtetése az volt, hogy egy gigantikus becsapódás nyoma a talált gyűrű. Későbbiekben még egy 310 mérföld átmérőjű belső, valamint egy 430 mérföldes középső gyűrűt is megfigyelt.
A becsapódásra több bizonyíték is van, ezek a központ környékén található pszeudotachylit és ozmiridium felhalmozódás, gravitációs és mágneses anomáliák, a világ több helyén az ebből a korból származó rétegekben található cirkóniumfelhalmozódás, melyekben a korjelző cirkónium azonos a kráter környékén található cirkónium korával. Továbbá felmerült, hogy az azonos korból származó további két kráter, az ausztrál Foelsche és Kelly West ugyanennek a kisbolygónak a letört darabjaiból származik, így a három becsapódás egy időben történt.
A felfedezést követő években Ausztrália időjárása némileg csapadékosabbra fordult, a félsivatagos tájon magasra nőtt a változatos színű spinifex fű, így az eredeti képeken jól látható gyűrű a későbbi Google Earth képeken már nem vehető ki. A MAPCIS kutatása tovább folyik, egyelőre nem vették fel az igazolt objektumok listájára (Earth Impact Database).

## A helyszín felkeresése
A Stuart Highway országútról az Uluruhoz vezető Lasseter Highway aszfaltozott országúton lehet megközelíteni a becsapódás középpontjának tartott Yulara települést az Ulurutól mindössze néhány kilométerre, de a becsapódás kora és hatalmas mérete miatt a helyszínen semmi közvetlen, megfigyelhető jelét ennek nem lehet látni.